# Ford Transit
 Ikke at forveksle med Jonckheere Transit.
Ford Transit er en serie af lette erhvervskøretøjer bygget i siden 1965, primært som transporter (varevogn). 
Ford Transit blev udviklet i det første samarbejde mellem britiske Ford of Britain og tyske Ford-Werke om en fælles europæisk Ford-model. Den tyske afdeling af Ford havde forinden benyttet navnet Transit som mærke for sin varevogn Ford FK 1000/1250.
Modelserien er siden 1965 fremstillet i flere generationer og er i årenes løb blevet solgt i en hel del varianter, såsom kassevogn, ladvogn, minibus og autocamper med forskellige akselafstande og tekniske konfigurationer. En enkel og fleksibel grundkonstruktion har gjort Transit populær, og der er blevet bygget mere end 5 millioner enheder.
Ford Transit blev oprindeligt fremstillet i Storbritannien og i Belgien og senere også i Tyrkiet, Nederlandene og Hviderusland.

## Generationerne
- Ford Taunus FK 1000, der fra 1961 til 1965 også blev solgt under mærket Ford Taunus Transit
- Første generation
1965 til 1978 (B/GB)
1976 til 1978 (TR)

Ford Transit Mark I
- Anden generation
1978 til 1985 (B/GB/TR)

Ford Transit Mark II
- Tredje generation
1985 tll 2000 (B/GB)
1985 til 2002 (TR)
1997 til 2000 (BY)
1998 til 2003 (VN)

Ford Transit VE
- Fjerde generation
2000 til 2006 (GB)
2002 til 2006 (TR)
2003 til 2006 (VN)

Ford Transit V18
- Kina
siden 2006 (PRC)

Ford Transit VJX
- Femte generation
siden 2006 (GB/TR/VN)
siden 2008 (PRC)

Ford Transit V34
- Første generation
siden 2002 (TR)
siden 2009 (RO)
fra 2012 (USA)

Ford Transit Connect V227